# 화폐주조세
화폐주조세(영어: seigniorage 세뇨리지[*])는 화폐를 발행하는 것에 대해 부과하는 세금이다.
화폐주조세는 금속 주화를 발행할 때 실질 가치와 발행에 드는 비용 및 유통비용이 들면서 생겨나는 비용을 어떻게 처리할 것인가에서 유래했다. 일부 중앙은행에 있어 주조세는 주요 세원 중 하나다.
거시경제학에서 화폐주조세는 인플레이션 조세로 취급된다. 정부의 화폐 발행에 대해서 사실상 자금을 쥐고 있는 사람들에게 세금을 부과하게 됨으로써 결과적으로는 추가 지폐 발행을 통해 화폐 가치 절하가 일어날 수 있다는 것이다.

## 주조세 일반
화폐주조세는 일반적으로 지폐 또는 주화 발행처에 있어 무이자 대차물 중으로는 유일한 것이다. 화폐가 닳았을 경우 발행자는 다시 액면가로 해당 지폐를 삼으로써 세입을 맞추고 발행될 때 추가 비용 없이 유통될 수 있어야 한다.
현재 대부분의 주요 중앙은행들은 지폐에 대한 화폐주조세가 이전에 발행한 통화에 든 전체 비용을 받는 권익세와 같다고 정의한다. 그러나 통화 자체가 더 이상 유통되지 않게 되면 그러한 과정이 총체적으로 일어나라는 법이 없어진다. 따라서 발행처는 찢기거나 망가진 화폐에 대해 사들이지 않음으로써 액면가 그대로의 지불을 하지 않게 된다.

## 같이 보기
- 통화대체
- 인플레이션
- 돈
- 통화주의
- 양적 완화